# 万永奎
万永奎（1965年－）河北曲周人。中国金融漫画家。具有高级会计师职称、高级理财规划师资格。
本科学历。美术家协会会员，国际美联中韩文化艺术专家委员会委员，城市金融学会理事，《经济论坛》特邀记者，中国经济、红旗出版社特约编委，新华社、中新社、人民网签约漫画师，中国投资者保护基金等金融机构特约漫画家。
1983年参加青蛙漫画组，在名师指导下学漫画。他的金融漫画有在人民日报。讽刺与幽默、新华社等数百家家媒体面世，发过《银行漫画的创作》、《农民漫画浅探》等漫画理论文章，出版有《万永奎金融漫画集》、《和谐金融漫画集》，参拍过中央新闻记录电影，获得世界美术大展、世界华人艺术大展金奖等国内外大奖。喜欢他的漫画的国内外艺术馆博物馆及个人也有收藏的，如韩国碑林苑等。1989年曾作为正式代表参加全国漫画学术座谈会并作专题演讲。中国文联授予海峡两岸德艺双馨艺术家，以及世界杰出华人艺术家、中国工商银行河北省杰出青年、社会科学优秀青年专家、自学成才者。《中国城市金融》、《金融时报》、《中国冶金报》等媒体曾对他做过专题采访报道。
出版金融著作两部，金融论文在金融时报、中国经济论坛、中国城市金融、中国金融工运等全国性报刊发表80余篇40多万字，获全国和总行一等奖、特等奖及科研成果奖40多次。另有1000余篇新闻消息在各级媒体刊登。